# Ринкон дел Сиријан (Сан Мигел Тотолапан)
Ринкон дел Сиријан (шп. Rincón del Cirián) насеље је у Мексику у савезној држави Гереро у општини Сан Мигел Тотолапан. Насеље се налази на надморској висини од 640 м.

## Становништво
Према подацима из 2005. године у насељу су живела 3 становника.

### Хронологија
| Година       | 2000 | 2005 |
| ------------ | ---- | ---- |
| Становништво | 4    | 3    |

### Попис
| # | Индикатор                        | Вредност |
| - | -------------------------------- | -------- |
| 1 | Укупно појединачних домаћинстава | 1        |